# Rudolf Morsey

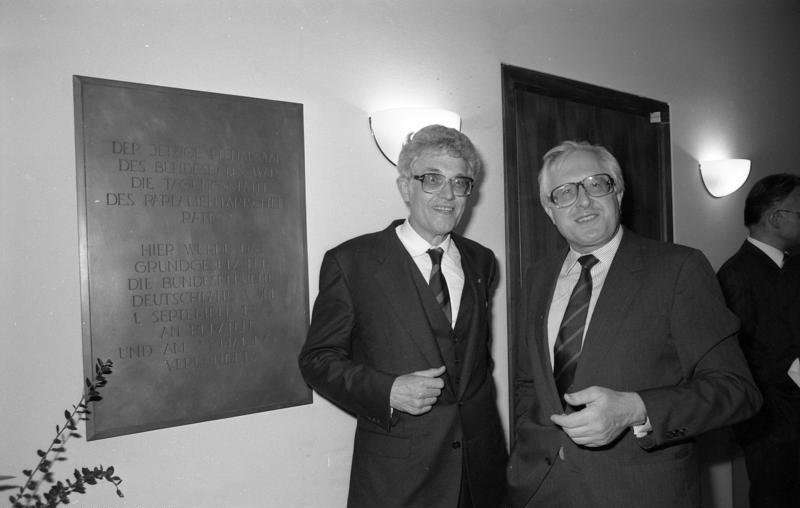
Rudolf Morsey avec Bernhard Vogel en 1988

Rudolf Morsey, né le 16 octobre 1927 à Recklinghausen en Rhénanie-du-Nord-Westphalie et mort le 14 mai 2024, est un historien allemand. Il est professeur émérite d'histoire moderne à Spire.

## Biographie
Après son Abitur (baccalauréat allemand) au lycée Paulinum à Münster, il étudie à l'université de Münster, où il reçoit des cours de professeurs comme Kurt von Raumer ou Werner Conze. Il reçoit son habilitation à l'université de Bonn. Après avoir brièvement travaillé à l'université de Wurtzbourg, il obtient un poste de professeur en 1970 dans la « Hochschule » de science administrative de Spire, où il reste malgré d'autre sollicitation. De 1968 à 1998, il dirige la commission de l'histoire du parlementarisme et des partis politiques à Bonn.
Morsey passe pour être un spécialiste de l'histoire politique du catholicisme, du parti centriste allemand : « Zentrum » et du parti qui lui succéda le Parti chrétien-démocrate, ainsi que le résistant catholique Fritz Gerlich. On notera aussi ses recherches sur Georg Schreiber, un centriste, et l'impact de son action sur la culture politique catholique. Il est aussi un des meilleurs connaisseurs de Konrad Adenauer. Il étudie également l'histoire des journaux en Occident et l'histoire du Land de Rhénanie-du-Nord-Westphalie.
Depuis 1977, il est vice-président de la « Görres-Gesellschaft ».
Il vit à Neustadt an der Weinstraße.

## Décorations
- Commandeur de l'ordre du Mérite de la République fédérale d'Allemagne (1987)
- Commandeur avec étoile de l'ordre de Saint-Grégoire-le-Grand (1991)

## Récompenses
- Prix du Land de Rhénanie-du-Nord-Westphalie (1988)
- Anneau d'honneur de la Görres-Gesellschaft (2003)
- Docteur honoris causa de l'université catholique d'Eichstätt-Ingolstadt (2004)

## Source
- Rudolf Morsey. dans : Kürschners Deutscher Gelehrten-Kalender 2003. 19. Ausgabe. Tome II : K – Scho. Bio-bibliographisches Verzeichnis deutschsprachiger Wissenschaftler der Gegenwart. Éditeur : K. G. Saur, Munich 2003,  (ISBN 3-598-23607-7), p. 2243-2244